# 레오나르도 모레이라
레오나르도 모레이라(일본어: 盛礼良 レオナルド, 1986년 2월 4일 ~ )는 브라질에서 태어난 일본의 축구 선수이다.

## 구단 경력
과거 일본 축구 전문학교, 사간 도스, 도쿄 베르디, 도치기 SC, 기라반츠 기타큐슈, 블라우블리츠 아키타에서 활동하였다.